# Municipio de Tyronza (condado de Cross)
El municipio de Tyronza (en inglés: Tyronza Township) es un municipio ubicado en el condado de Cross en el estado estadounidense de Arkansas. En el año 2010 tenía una población de 1323 habitantes y una densidad poblacional de 5,8 personas por km².

## Geografía
El municipio de Tyronza se encuentra ubicado en las coordenadas 35°14′48″N 90°33′25″O / 35.24667, -90.55694. Según la Oficina del Censo de los Estados Unidos, el municipio tiene una superficie total de 227.97 km², de la cual 223,66 km² corresponden a tierra firme y (1,89 %) 4,31 km² es agua.

## Demografía
Según el censo de 2010, había 1323 personas residiendo en el municipio de Tyronza. La densidad de población era de 5,8 hab./km². De los 1323 habitantes, el municipio de Tyronza estaba compuesto por el 34,77 % blancos, el 62,66 % eran afroamericanos, el 0,6 % eran amerindios, el 0,68 % eran de otras razas y el 1,28 % eran de una mezcla de razas. Del total de la población el 1,13 % eran hispanos o latinos de cualquier raza.